# Ġgantija
Ġgantija (phát âm tiếng Malta: [dʒɡanˈtiːja], "Giantess") là tổ hợp đền thờ cự thạch khổng lồ có từ thời đại đồ đá mới nằm trên đảo Gozo, thuộc Cộng hòa Malta. Đây là ngôi đền sớm nhất trong quần thể Các ngôi đền bằng cự thạch của Malta. Nó thậm chí còn lâu đời hơn cả các kim tự tháp Ai Cập. Với tuổi đời lên đến hơn 5.500 năm, nó là công trình tôn giáo nhân tạo lâu đời thứ hai thế giới chỉ sau Göbekli Tepe ở Thổ Nhĩ Kỳ. Cùng với các công trình kiến trúc tương tự bằng cự thạch khác của Malta, Ġgantija đã được UNESCO công nhận là Di sản thế giới.
Các ngôi đền là yếu tố của một địa điểm nghi lễ nghi thức sinh sản. Quá trình khai quật đã tìm thấy nhiều bức tượng liên quan đến nghi thức này. Theo văn hóa dân gian Gozitan địa phương, một người phụ nữ khổng lồ đã không ăn gì khác ngoài đậu tằm và mật ong đã sinh ra một đứa bé với một người đàn ông bình thường. Với đứa bé trên vai, cô đã xây dựng những ngôi đền này.

## Mô tả

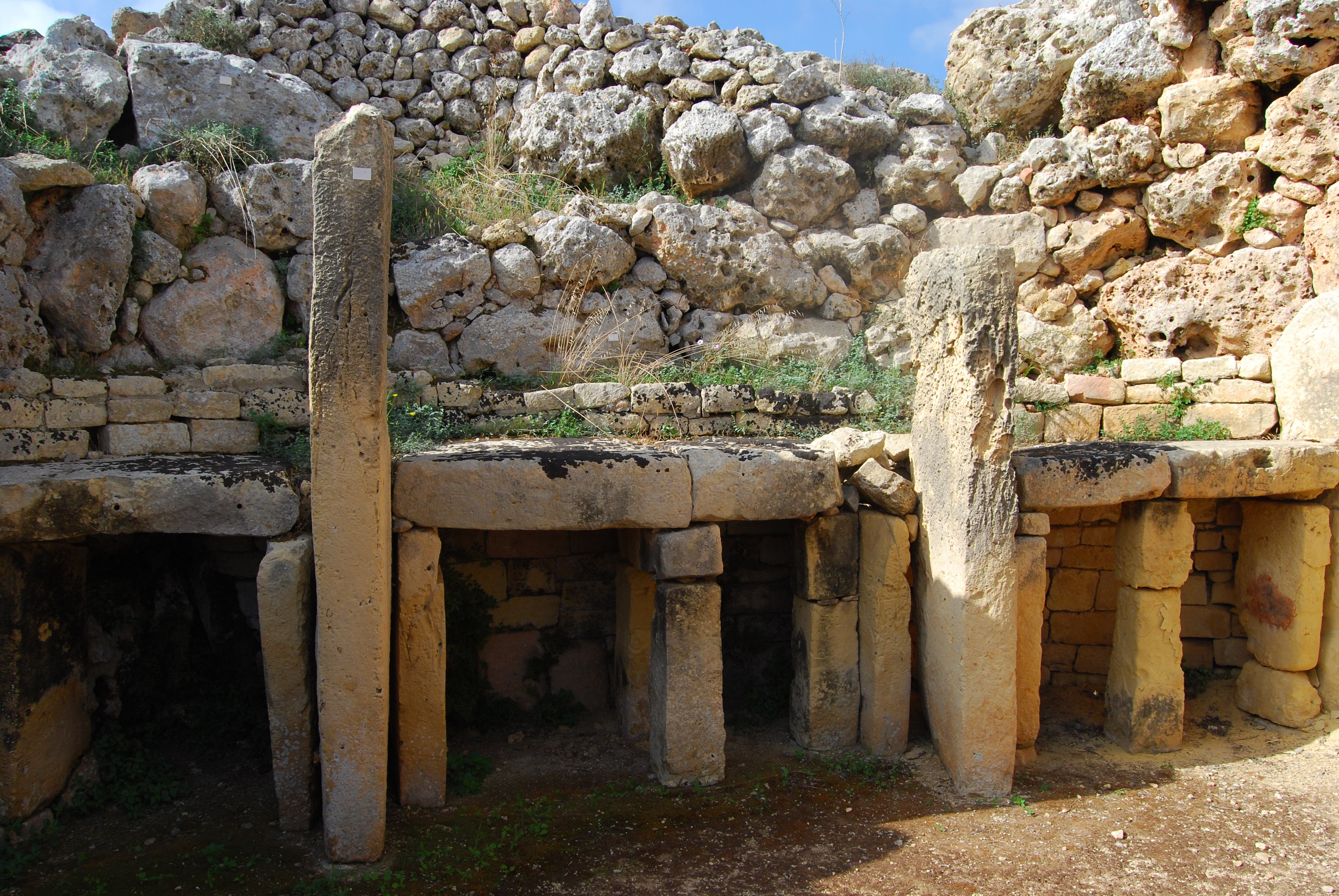
Đền thờ phía nam

Nó nằm ở cuối cao nguyên Xagħra hướng về phía đông nam. Nó bao gồm hai đền thờ và một phần ba của một cấu trúc chưa được hoàn thành, trong đó chỉ có mặt tiền được xây dựng một phần trước khi bị bỏ hoang. Giống như Mnajdra South, mặt trước có nó hướng về phía mặt trời mọc, được xây dựng sát nhau và được bao bọc trong một bức tường. Đền thờ phía nam lớn và lâu đời hơn, có niên đại vào khoảng năm 3.600 TCN, và nó cũng được bảo quản tốt hơn. Một giả thuyết về đền thờ với năm mái vòm bán nguyệt với dấu vết của thạch cao vẫn bám giữa các khối đá.
Các ngôi đền ở quần thể này được xây dựng theo cấu trúc cỏ ba lá điển hình. Một số vòm bán nguyệt có các lối dẫn ra lối đi trung tâm. Các nhà khảo cổ tin rằng, trên các vòm này ban đầu được phủ mái che.